# Karl Schön (Politiker, 1931)
Karl Schön (* 17. August 1931 in München; † 22. Juni 1989 ebenda) war ein deutscher Politiker (CSU).
Schön besuchte die Volksschule in München-Sendling, die Oberschule und die Oberrealschule, wo er 1951 sein Abitur machte. Er machte eine kaufmännische Lehre bei der Rosenthal Porzellan AG und erwarb dort den Kaufmannsgehilfenbrief. Schön war danach im Verkauf tätig, in Bayern und später auch in Österreich. Er war Reisevertreter und Verkaufsleiter für Bayern der Thomas Glas und Porzellanfabriken.
1953 war Schön Mitbegründer der Jungen Union in München-Süd, drei Jahre später trat er der CSU bei. Er war JU-Kreisvorsitzender und Kreisvorsitzender der Christlich-Sozialen Arbeitnehmerschaft, der Arbeitnehmer-Union der CSU. 1961 gründete er den CSU-Ortsverbands im neuen Stadtteil Fürstenried. Er war CSU-Kreisvorsitzender München-Süd und Mitglied der CSU-Bezirksvorstandschaft sowie Vorsitzender des CSU-Landesarbeitskreises für Städte- und Wohnungsbau und Mitglied im Bezirksausschuss des 24. Stadtbezirks. Von 1970 bis zu seinem Tod war Schön Mitglied des Bayerischen Landtags. Ab 1974 wurde er im Stimmkreis München-Fürstenried direkt gewählt.